# Tamar van den Dop
Tamar van den Dop est une réalisatrice, actrice de cinéma et de théâtre néerlandaise, née en 1970 à Amsterdam.

## Biographie
Tamar van den Dop fut étudiante à l'Académie de théâtre de Maastricht.

## Filmographie
Actrice
- 1986 : Op hoop van zegen : Clementine Bos
- 1989 : Jan Rap en zijn maat
- 1991 : De Provincie : Lili
- 1994 : Crankybox
- 1995 : De Partizanen (série télévisée) : Therese
- 1996 : Zwarte Sneeuw (série télévisée) : Eva Bender
- 1997 : Karakter : Lorna Te George
- 1997 : Kringen van de tijd : Circe
- 1998 : Het Glinsterend Pantser : Alice van Voorde
- 1998 : Thuisfront : Lucia
- 1999 : De Onbrekende Schakel : Lydia Veenema
- 2000 : De Omweg : Joanna
- 2002 : Babyphoned (série télévisée) : Ellen
- 2002 : Polonaise : Hilde
- 2002 : Russen (série télévisée) : Esther Vuijk
- 2003 : Brush with Fate : Edith
- 2003 : Klem in de draaideur : Winnie Sorgdrager
- 2003 : Stop!
- 2004 : Birth of the Western, Holland 1903 : Roos
- 2005 : Keyzer & De Boer Advocaten (série télévisée) : Michelle Huisman
- 2005 : Baantjer (série télévisée) : Marijke Verhoef
- 2007 : Wolfsbergen : Sabine
- 2009 : De Co-assistent : Elsje Esselbrugge
- 2002 : NPS Micromovies - Spannend verhaal !
- 2002 : One Night Stand V - Proces
- 2010 : Mixed Up (série télévisée) : Bien
- 2014 : Supernova : la maman

Réalisatrice
- 2003 : Lot
- 2004 : Schat
- 2007 : Blind
- 2014 : Supernova

## Récompenses et distinctions
- Blind : Griffon d'or au Festival du film de Giffoni 2008